# پریموژ روگلیچ
پریموژ روگلیچ (انگلیسی: Primož Roglič؛ زادهٔ ۲۹ اکتبر ۱۹۸۹) دوچرخه‌سوار اهل اسلوونی است. وی ورزش از اسکی پرش آغاز کرد اما بعدا به ورزش دوچرخه‌سواری روی آورد.
از باشگاه‌هایی که در آن بازی کرده‌است می‌توان به تیم لوتوان‌ال–یومبو اشاره کرد.
وی در مسابقات کشوری و بین‌المللی در مجموع برندهٔ ۲ مدال طلا، ۲ مدال نقره شده‌است.